# Ron Carey
Ron Carey(11 tháng 12 năm 1935 tại New Jersey - 16 tháng 1 năm 2007) là nhà quay phim Mỹ và diễn viên truyền hình Mỹ. Ông qua đời năm 2007 do bị đột quỵ, thọ 72 tuổi